# Caramel écossais

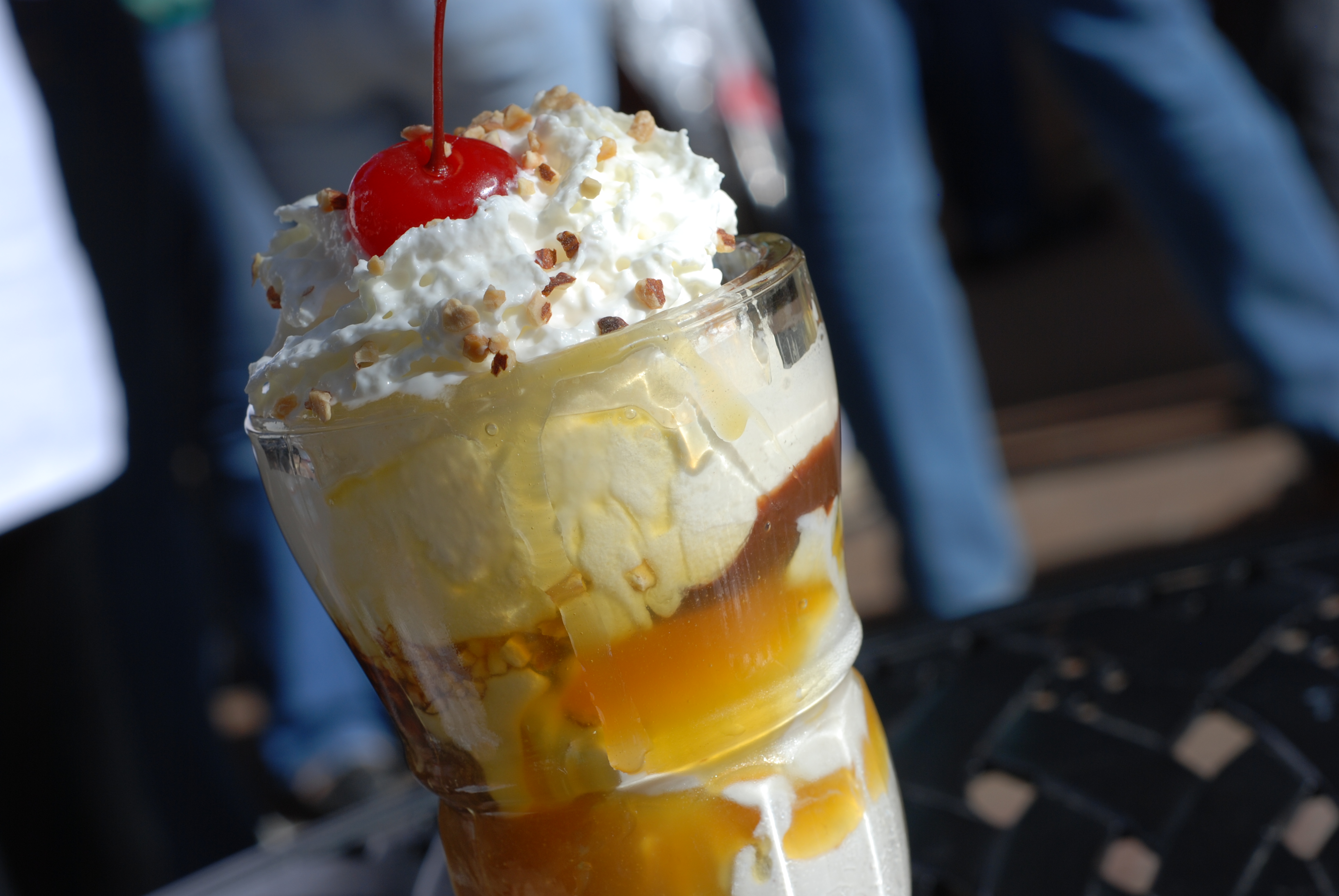

Le caramel écossais (en anglais : butterscotch) est une confiserie d'origine anglaise, mélange de sucre roux et de beurre, proche du caramel. D'autres ingrédients, tels que du sirop de sucre de maïs, de la crème, de la vanille, ou bien du sel, peuvent être ajoutés à la composition de base.
D'après une recette publiée en 1848 par la Masluk Cream Co. dans le Housewife's Corner (Coin de la ménagère) du Liverpool Mercury (1er février 1848), la « vraie » recette pour « fabriquer du caramel écossais de Doncaster » est la suivante : mélanger une livre de beurre, une livre de sucre et un quart de livre de mélasse et faire bouillir l'ensemble.
Le caramel écossais est une base aromatique que l'on retrouve dans beaucoup de plats, et qui est souvent le résultat du mélange de beurre et de sucre. Cet arôme remplace souvent le « goût caramel » que l'on trouve sur le continent.